# أنوك فيرجيه ديبري
أنوك فيرجيه ديبري (مواليد 11 فبراير 1992) هي لاعبة كرة طائرة شاطئية سويسرية.